# Marta Kubišová

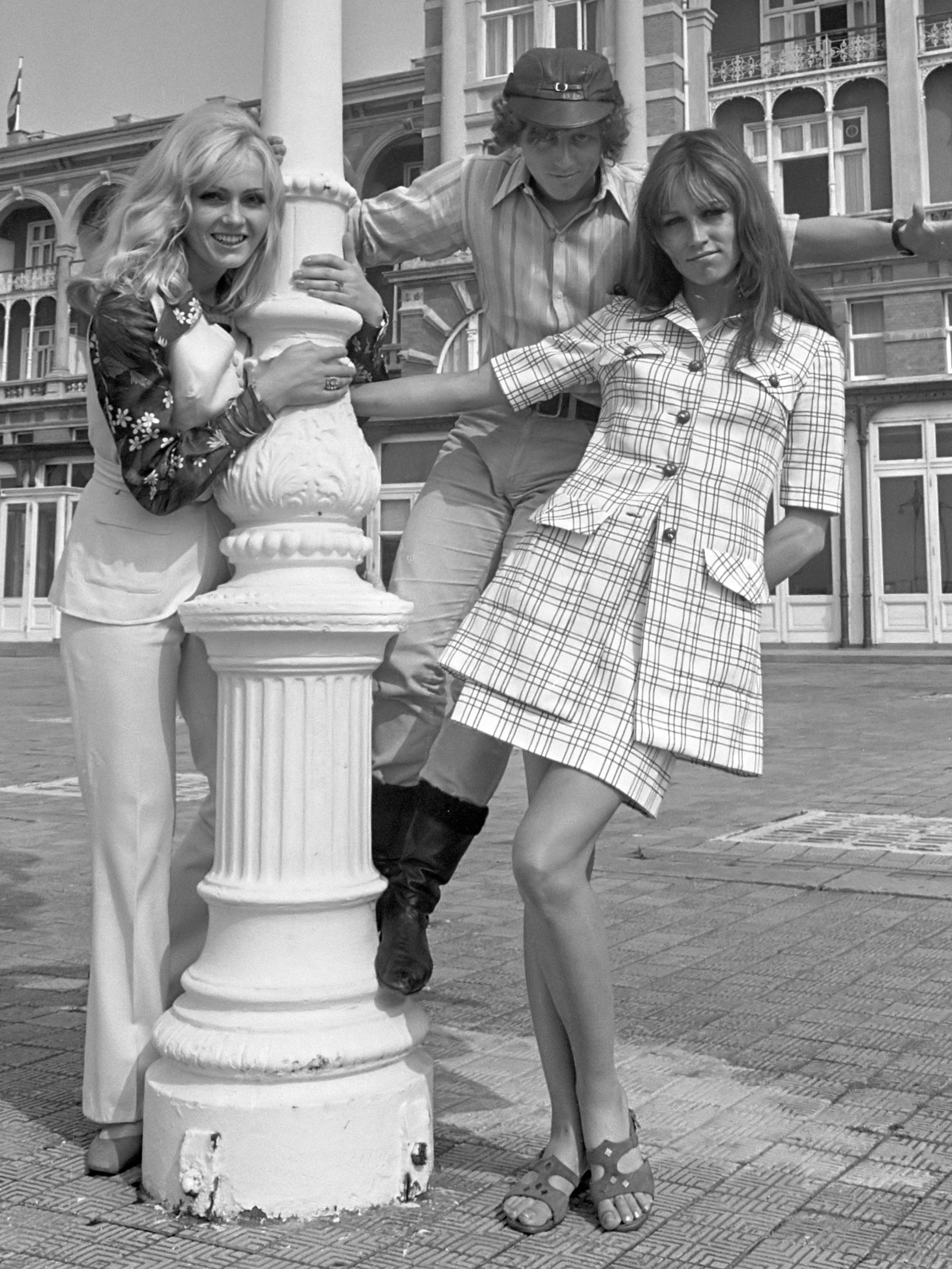
A Golden Kids trió 1969-ben

Marta Kubišová (České Budějovice, 1942. november 1. –) cseh énekesnő. Az Ima Mártáért (Modlitba pro Martu) dala az ellenállás jelképévé vált, miután a Varsói Szerződés csapatai 1968. augusztus 21-én bevonultak Csehszlovákiába, hogy elfojtsák a prágai tavaszt.

## Pályafutása
Szovjet harckocsik dübörögtek Prága utcáin, amikor az énekesnő drámai körülmények között felvette a tiltakozó dalt a stúdióban. A hangszalagot átadta az illegális TV adónak, az ellenállás utolsó bástyájának. A dal az emberek érzéseit fejezte ki, és rögtön az ellenállás nemzeti jelképévé vált.
1968 és 1970 között Helena Vondráčkovával és Václav Neckářral énekelt a Golden Kids trióban. Az Ima Mártáért dal következményekkel járt. 1970 februárjában eltiltották Kubišovát a fellépésektől, hiába kapott meghívásokat szinte egész Európába. Az állambiztonsági szolgálat a nyilvánosság előtt akarta ellehetetleníteni hamisított pornófelvételek közzétételével. Kubišová aláírta a Charta ’77 dokumentumot,  ezért a rendőrség megfigyelés alatt tartotta.
1989 novemberében, a bársonyos forradalom mámorában meghatottan hallgatta a tömeg Kubišovát, aki a  Vencel tér egyik épületének balkonján énekelte az Ima Mártáért dalt. Mellette állt Václav Havel, akihez hosszú évek óta barátság fűzte.

## Diszkográfia
- Songy a balady (1969, 1970, 1989, 1990, 1996)
- Lampa (1990)
- Někdy si zpívám (1990)
- Songy a nálady (1993)
- Řeka vůní (1995)
- Bůh ví… (1996)
- Singly 1 (1996)
- Nechte zvony znít (Singly 2) (1997)
- Dejte mi kousek louky (Singly 3) (1998)
- Modlitba (Singly 4) (1999)
- Tajga blues (Singly 5) (2000)
- Vítej, lásko (2005)
- Příběh (DVD, 2008)